# Tschechow (Sachalin)
Tschechow (russisch Че́хов, japanisch 野田町, Noda-chō) ist ein Dorf (selo) in der Oblast Sachalin (Russland) mit 2305 Einwohnern (Stand 1. Oktober 2021).

## Geographie
Das Dorf liegt an der Westküste der Insel Sachalin, etwa 80 Kilometer (Luftlinie) nordwestlich der Oblasthauptstadt Juschno-Sachalinsk. Der Ort gehört zum Rajon Cholmsk, dessen Verwaltungszentrum, die Stadt Cholmsk, 45 Kilometer entfernt in südlicher Richtung liegt.
Tschechow erstreckt sich von der Küste gut drei Kilometer die engen Täler der hier ins Meer mündenden Flüsschen Rudanowskowo und Tschechowka aufwärts.

## Geschichte
Der Ort wurde nach 1905 als „Noda-chō“, möglicherweise abgeleitet von „nota“, dem Ainu-Wort für „Meeresfläche“, gegründet, als Sachalin nach dem Vertrag von Portsmouth, der den Russisch-Japanischen Krieg 1904–1905 beendete, zu Japan gehörte. Im Ergebnis des Zweiten Weltkriegs kam die Stadt zur Sowjetunion und erhielt 1947 sowjetisches Stadtrecht unter dem Namen Tschechow zu Ehren des Schriftstellers Anton Tschechow, der 1890 die damalige Gefängnis- und Verbannungsinsel Sachalin besuchte.
Nachdem die Einwohnerzahl bereits seit den 1950er Jahren kontinuierlich und in den 1990er Jahren erheblich gesunken war, verlor Tschechow 2004 den Stadtstatus und ist seither Dorf (Selo).

### Bevölkerungsentwicklung
| Jahr | Einwohner |
| ---- | --------- |
| 1941 | 7366      |
| 1959 | 9220      |
| 1970 | 7949      |
| 1979 | 7881      |
| 1989 | 7901      |
| 2002 | 4944      |
| 2010 | 3389      |

Anmerkung: Volkszählungsdaten

## Wirtschaft und Infrastruktur
In Tschechow gibt es Betriebe der Lebensmittelindustrie und der Fischereiwirtschaft. Eine zuvor existierende kleine Zellulose- und Papierfabrik wurde in den 1990er Jahren geschlossen.
Der Ort liegt an der entlang der Westküste der Insel verlaufenden schmalspurigen Eisenbahnstrecke (Kapspur 1067 mm) Iljinsk–Schebunino (Station Schachta-Sachalinskaja). Durch Tschechow führt die Regionalstraße R495, die ebenfalls entlang der Westküste von Cholmsk in nördlicher Richtung über Uglegorsk und Lessogorskoje nach Boschnjakowo verläuft.

## Bilder
|  |  |  |